# Tau Boötis Ab
Tau Boötis Ab (τ Boo Ab) è un pianeta extrasolare in orbita attorno alla stella Tau Boötis A, nella costellazione del Boote.
A volte la designazione del pianeta è scritta Tau Boo b, ma questa potrebbe generare confusione dato che Tau Boo B (con la maiuscola) è la designazione della compagna stellare di Tau Boo A.

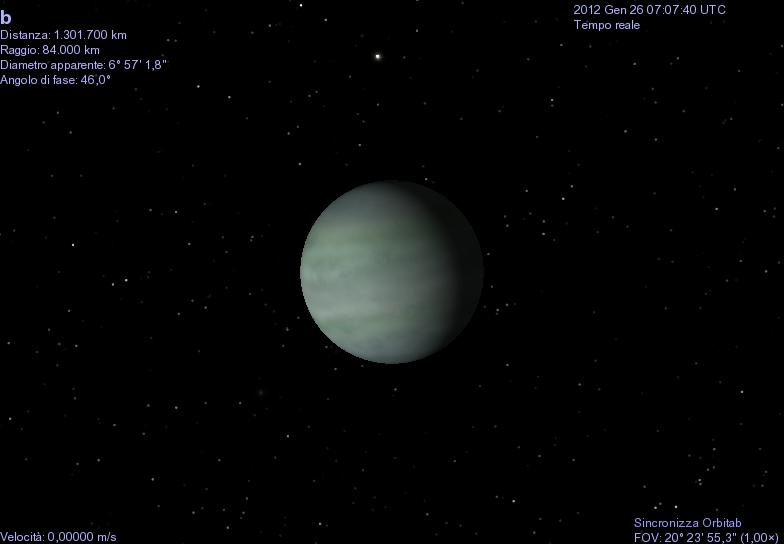
Tau Boötis Ab ripreso dal programma Celestia, visto dalla distanza di 1.300.000 km

## Scoperta
Il pianeta è stato scoperto nel 1996 ed è stato uno dei primi pianeti extrasolari ad essere individuato.

È stato scoperto da Paul Butler e Geoffrey Marcy (San Francisco Planet Search Project) usando il metodo della velocità radiale. Dato che la stella è molto luminosa e il pianeta molto massivo, produce un forte segnale nella velocità radiale di 469 ± 5 metri al secondo. È stato subito confermato da Michel Mayor e Didier Queloz usando dati osservativi su un periodo di 15 anni e, in seguito, è stato confermato anche dall'AFOE Planet Search Team.

## Orbita e massa
Tau Boötis Ab è piuttosto massivo, la sua massa minima stimata è 4 volte quella di Giove. Osservazioni recenti fatte col telescopio spaziale MOST suggeriscono una massa di 7-8 volte quella di Giove.
Orbita la stella nella cosiddetta "torch orbit": un'orbita molto vicina e veloce. La sua distanza da Tau Boötis A è pari ad un settimo di quella che separa Mercurio dal Sole, mentre il suo periodo orbitale è di soli 3 giorni e 7 ore.
Dato che Tau Boötis A è più calda del Sole e il pianeta le orbita così vicino, Tau Boötis Ab è uno dei più caldi pianeti extrasolari noti, con una temperatura di circa 1576 K. Quindi, con ogni probabilità, il pianeta è un gigante gassoso.
Tau Boötis Ab è più massivo della maggior parte dei gioviani caldi conosciuti, qualcuno si è spinto a ipotizzare che in principio fosse una nana bruna, una stella mancata, che potrebbe aver perso la maggior parte della sua atmosfera a causa del calore generato dalla vicina compagna stellare. Un simile scenario pare poco probabile, sebbene nel pianeta HD 209458 b si è potuta osservare l'evaporazione dell'atmosfera causata dalla vicina stella.
Nel dicembre del 1999 un gruppo guidato da A. C. Cameron ha annunciato di aver rilevato una probabile luce riflessa dal pianeta, hanno così calcolato un'inclinazione orbitale di 29° e quindi un'ipotetica vera massa pari a 8,5 volte quella di Giove. Hanno anche ipotizzato che il pianeta sia di colore blu. Comunque le loro osservazioni non sono state confermate e in seguito si sono dimostrate spurie.

## Caratteristiche
A causa dell'alta temperatura, il pianeta è "gonfiato" e il suo raggio è circa 1,2 volte quello di Giove. Uno studio del 2003 stima che l'albedo del pianeta sia inferiore a 0,39, e la classificazione di Sudarsky lo pone nella classe V, pianeti con temperature oltre i 1500 K e con un'albedo intorno a 0,55.
Nel giugno 2012, grazie a osservazioni effettuate con lo spettrometro del Very Large Telescope (VLT), è stato possibile osservare l'atmosfera del pianeta rilevando la presenza di monossido di carbonio. È stata la prima osservazione atmosferica di un pianeta extrasolare ad essere effettuata non utilizzando la tecnica dei transiti. La scoperta è stata annunciata da Nature.
Ci sono inoltre indizi di un ulteriore pianeta in orbita a Tau Boötis A, tuttavia la sua possibile conferma potrà avvenire solo quando avrà completato un'intera orbita.